# Bellusaurus
Bellusaurus (лат.) — род динозавров из группы Eusauropoda, живших во времена юрского периода (оксфордский век) на территории современного Китая. К роду относят единственный вид — Bellusaurus sui.

## Описание

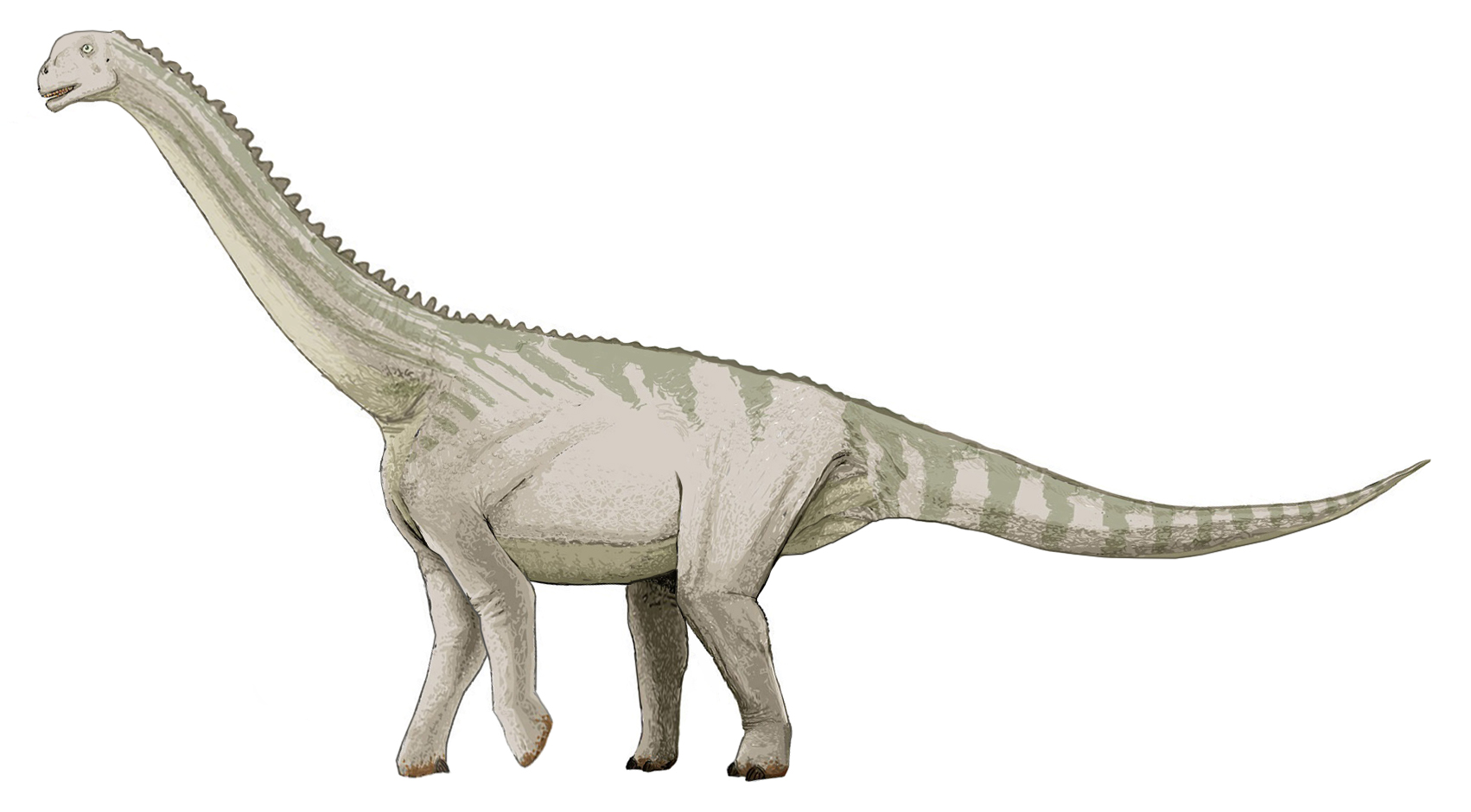
Реконструкция

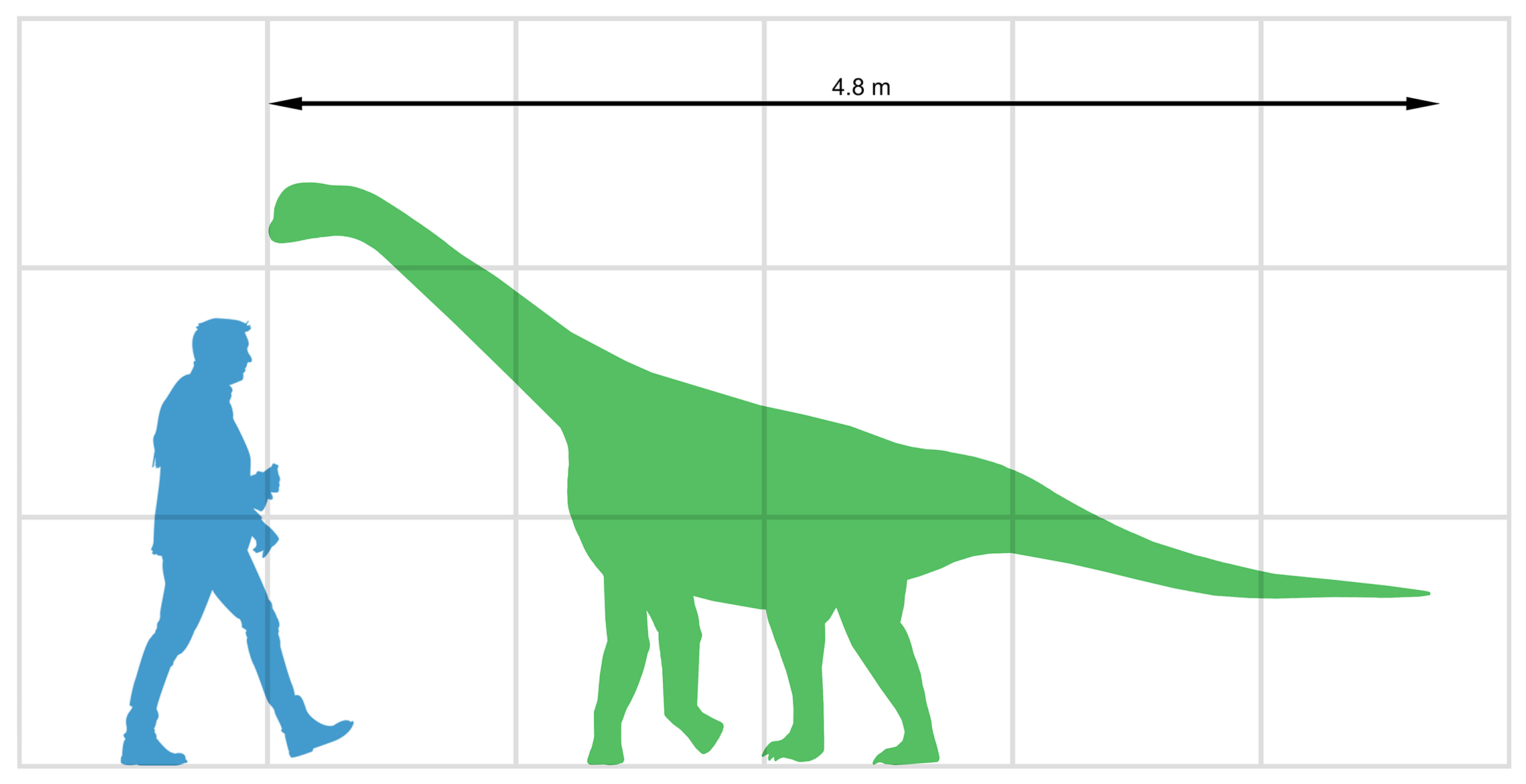
Размер по сравнению с человеческим

Обнаружены ископаемые остатки 17 особей Bellusaurus, расположенных рядом друг с другом. Вероятно, они погибли одновременно во время природного катаклизма. Длина тела составляет 5 м, но есть предложение, что найденные особи являются подростковыми, а значит взрослые динозавры — больше.

## История изучения и название
Ископаемые остатки обнаружены в формации Шишугоу на севере-востоке Джунгарского бассейна (Синьцзян-Уйгурский автономный район, Китай). Новые вид и род описаны Dong Zhiming в 1990 году на основании голотипа IVPP V8299 — фрагментов черепа и зубов.
Родовое название Bellusaurus образовано от лат. bellus — «маленький», «нежный» и «красивый», так как представители рода меньше и легче сложены по сравнению с другими завроподами. Название вида sui дано в честь старшего препаратора Юлина Суи (Youling Sui), известного реставратора динозавров. Bellusaurus sui был последней реставрацией, им сделанной.